# 陶侃

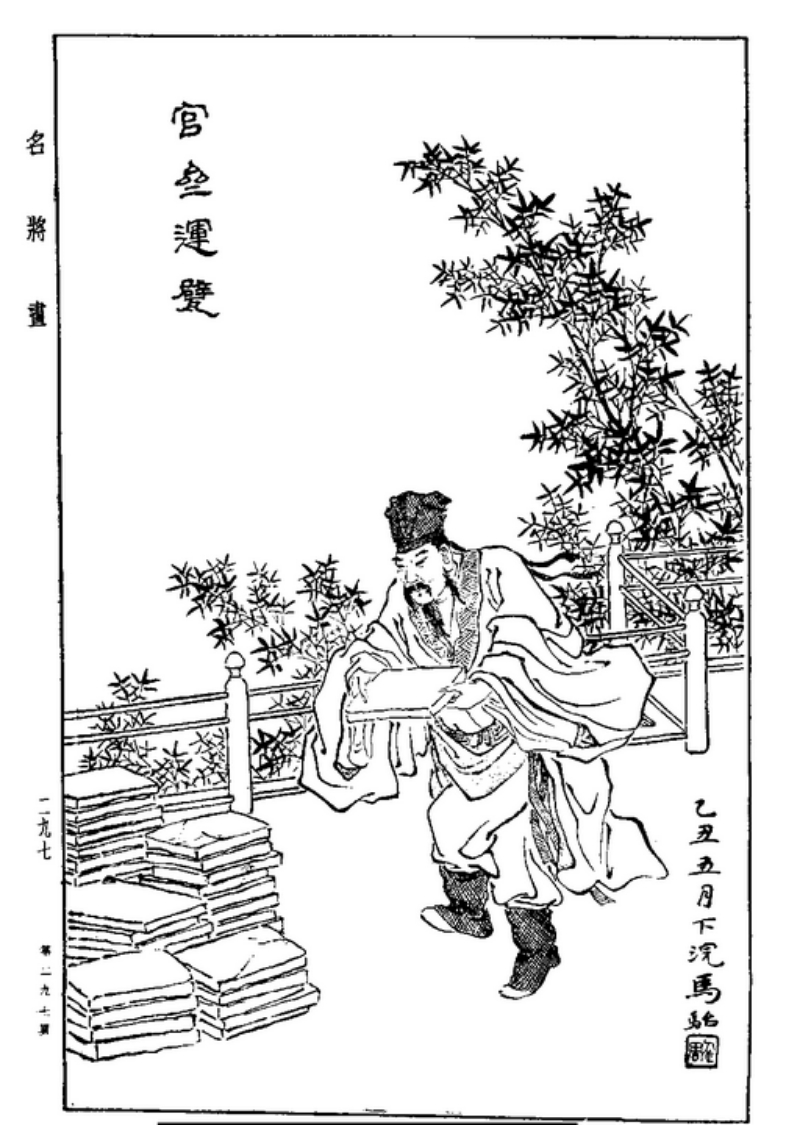
陶侃

陶 侃（とう かん、永安2年（259年）- 咸和9年6月13日（334年7月30日））は、中国の西晋・東晋の武将。字は士行。鄱陽郡鄡陽県の人。父は呉の揚武将軍陶丹。母は湛氏。陳寅恪などは、五渓蛮の出身であると主張している。東晋初期を代表する名将であり、武廟六十四将にも選出されている。

## 生涯

### 若き日
呉が西晋に降伏した後、家族と共に廬江郡尋陽県に移り住んだ。若くして父が死去した為に家は貧しかった。陶侃の母湛氏は、機織で生計を立て、陶侃に勉強をさせた。また、道徳修養を非常に重んじた。陶侃は成長すると県の役人となった。
ある時、鄱陽の孝廉である范逵は雪の降り積もる日に陶侃の家を訪問した。だが、突然の来客であった為、陶侃にはもてなす物が何も無かった。彼の母は自分の長髪を切って二つのかつらを作ると、それを酒や料理と換えた。范逵は存分に酒を飲んで大いに楽しみ、彼の従者もかつてないほどの接待を受けた。范逵が家を離れる時、陶侃は彼を百里余り先まで見送った。その時范逵は「君は郡に仕える気はあるかね」と尋ねると、陶侃は「仕えたいと思いますが、推薦してくれる人がおりません」と言った。范逵は廬江郡太守の張夔に接見すると、陶侃を全力で賞賛した。張夔は彼を召し出して督郵に任じ、樅陽県令を兼任させた。
在任中、才能があったため著名となり、主簿に昇進した。ある時、州部の従事が郡の視察に訪れ、手違いや誤りを粗探しして官吏を処罰しようとした。陶侃はこれを聞くと門を閉じるよう命じ、これを各々の役人へ厳重に言い聞かせた。そして、従事へ「もし我が郡に誤りがあれば、我自らが法に従って処置を行っております。このような行いはあなたがすべきことではありません。もし今後も無礼な態度を取り続けるのであれば、私にもあなたと相対する準備があります」と通告すると、従事はすぐに退去した。
張夔の妻が病気にかかり、数百里先の医者を迎えに行かなければならなくなった。この時、大雪のために外は極寒であり、主簿を始めとした役人達はみな行くのを躊躇った。だが、陶侃だけは「子は父に尽くし、臣下は主君に尽くすのが忠義である。太守の夫人は我らの母上に等しい。父母が病にあって心を尽くさない子女がどこにいるというのだ」と言い、自らが行くことを求めると、人々はみなその義理堅さに感服した。
長沙郡太守の万嗣は廬江を通りかかった時に陶侃と会うと、彼を心から敬い称え「君は最後には大いに名をあげるであろう」と言い、自分の子を陶侃と交友させた後に別れた。

### 洛陽へ
後に、張夔は陶侃を孝廉に推挙した。陶侃は洛陽に到着すると、何度か張華に拝謁した。だが張華は初め、彼の事をただの遠方の辺鄙な地から来た人として扱い、あまり相手にしなかった。しかし、陶侃は何度も彼の下を訪れ、扱いの悪さにも顔色一つ変えなかった。後に張華は陶侃と語り合うようになり、彼の才知に大いに驚いたという。その後、郎中に任じられた。
伏波将軍の孫秀（司馬倫の側近とは別人）は孫呉の宗室であったが、名望は高くなかった。そのため、北方の士族は彼の属官になる事を恥と考えていた。孫秀は、陶侃が寒門の出であったことから、彼を召し出して舎人とした。
当時、豫章国の郎中令であった楊晫は陶侃と同郷で、郷里での評判高い人物であった。陶侃が彼の下を訪れると、楊晫は「易経では『節操をかたく守り方正であるならば、事を成し遂げるには十分である』と言うが、陶士行はまさにそのような人物であるな」と称えた。そして、陶侃と共に車に乗ると、彼を江南の名士である中書郎の顧栄に引き合わせた。顧栄もまた彼を大変優れた人物だと評価した。吏部郎の温雅は楊晫に「汝はどうしてそのような小人と車に乗り合わせているのかね」と問うと、楊晫は「彼は非凡な才を持った人物ですぞ」と反論した。
清談の指導者であった尚書の楽広は荊州・揚州の名士と議論を交わそうと思い人を集めると、武庫令の黄慶は陶侃を薦めた。これに反対する者が何人かいたが、黄慶は「この人の前途は遠大である。何も疑うことは無い」と断じた。後に黄慶が吏部令史に昇ると、彼は陶侃を推挙した。これにより、陶侃は武岡県令となった。しかし、太守の呂岳と不仲となり、官位を捨てて郷里に帰った。後に、郡の小中正となった。

### 反乱鎮圧
太安2年（303年）、義陽の賊である張昌が各地の流人を集め、江夏で挙兵した。張昌は江夏を攻め下すと、一月の間に3万の兵が集まった。張昌は快進撃を続けて荊・江・徐・揚・豫の五州を席巻した。朝廷は大いに震えあがり、劉弘を南蛮校尉・荊州刺史に任じて鎮圧に当たらせた。劉弘は着任すると、陶侃を招聘して南蛮長史・大都護に任じ、軍の先鋒として襄陽に向かわせた。
7月、陶侃は参軍の蒯桓・皮初と共に、竟陵にいる張昌を攻撃した。陶侃は張昌と幾度も交戦を繰り広げ、遂に大勝して数万人を斬り殺した。張昌は下雋山へと逃亡し、残兵は全て投降し、乱は鎮圧された。劉弘は感嘆して陶侃へ「我がかつて羊公（羊祜）の参軍であった時、羊公は『我の後には君がその地位に至るだろう』と言ってくださった。今、汝を観察するに、汝こそが我の後を継ぐ者であるな」と称えた。
後に戦功により東郷侯に封じられ、千戸の食邑を与えられた。
永興2年（305年）、揚州刺史の陳敏は、北方が大乱の最中にあり朝廷には江東を統制する力がないと見て、揚州において挙兵した。さらに、弟の陳恢を江西へ派遣し、武昌を攻撃させ、江南一帯の占拠を目論んだ。劉弘は陶侃を江夏郡太守、鷹揚将軍に任じ、陳恢の迎撃に当たらせた。陶侃の立ち居振る舞いには威厳が備わっていた。また、出発前に母を官舎に招き入れると、郷里の人はこれを栄誉であると称えた。陶侃は軍を進めると、陳恢軍の攻勢を阻んだ。
隨郡内史である扈懐は、劉弘の面前で陶侃を讒言し「陶侃は陳敏と同郷の誼があり、郡太守の地位にあって強兵を統領しております。もし彼に異心があれば、荊州の東大門は既に失陥したも同じです」と説いたが、劉弘は「陶侃は忠義に篤く実直であり、才知に長けている。我はずいぶん古くから彼の事をよく理解している。どうしてそのような考えを抱くというのか」と言い、取り合わなかった。このことが陶侃の耳に入ると、直ちに子の陶洪と兄の子の陶臻を劉弘の下に人質として送り、劉弘へ自らの忠誠を伝えた。だが、劉弘は彼らを参軍に任じると、恩賞を与えて陶侃の下へ返してやった。その去り際に「賢叔（陶侃のこと）は出征に出ており、祖母は高齢であるから、汝らは帰るべきだ。田舎の匹夫でも互いに付き合えば裏切らないというのに、ましてやそれが大丈夫であるならなおさらであろう」と話した。
劉弘は陶侃に督護を加えると、諸軍と合わせて陳恢を迎撃させた。陶侃は輸送船を軍艦として戦に用いようとしたが、これに難色を示す者がいた。陶侃は「官船を用いて官賊を討つことに、一体何の問題があるというのか」と反論した。陶侃は陳恢と交戦すると、幾度もこれを討ち破った。さらに、皮初・張光・苗光と共に、長岐において陳敏配下の銭端を破った。陶侃の軍は厳粛であり整然としており、戦利品はすべて士卒に分配し、私腹を肥やすことは無かった。

### 東晋政権に帰順
永興3年（306年）、恩師の劉弘が病死した。間もなく陶侃の母湛氏も病死したため、辞職して喪に服した。喪が明けると東海王司馬越の参軍となった。江州刺史華軼は上表して陶侃を揚武将軍とし、夏口の守備を任した。また、甥の陶臻は江州の参軍に任じられ、同じく華軼に仕えた。だが、華軼は琅邪王司馬睿（後の東晋の元帝）と対立していたため、陶臻は災難を被ることを恐れ、病気と偽り職を辞した。そして、陶侃の下へ至ると「華彦夏（華軼の字）には天下を憂う大志がありますが、大きな才覚はありません。また、琅邪王とは対立しており、まもなく災禍が訪れるでしょう」と語った。陶侃は激怒して陶臻を華軼の下へ送還したが、陶臻は隙を見て東へ逃走して司馬睿の下へ至った。司馬睿はこれを大いに喜んで彼を参軍に任じた。陶侃もまた奮威将軍に任命され、赤幢・曲蓋のある軺車・鼓吹を下賜された。これにより、陶侃と華軼は不仲になった。
永嘉5年（311年）、司馬睿の命により、王敦は甘卓・周訪を率いて河沿いに進軍して華軼を攻撃し、華軼は敗れて討死した。その後、陶侃は龍驤将軍・武昌郡太守に任じられた。当時、天下は大いに乱れており、武昌でも山中の蛮族が長江で船舶を遮り、略奪を繰り返していた。陶侃は諸将に命じて商船に偽装し、山賊を誘い出させた。賊が予想通り接近してくると、数人を生け捕りにした。彼らを尋問すると、西陽王司馬羕の配下であることが分かった。陶侃はすぐに軍を派遣して司馬羕へ賊を引き渡す様に迫り、自ら兵を率いて釣台に陣地を築いて後続となった。司馬羕は止むを得ず配下二十名を縛り上げて陶侃のもとに送り、陶侃はこれを斬り殺した。これにより、水陸の交通は滞りなく通じるようになった。また、陶侃のもとに帰した流浪者が道にあふれたため、陶侃は資財を尽くして彼らに施しを行い、安心して定住できるよう取り計らった。さらに、郡の東に異民族と交易するための市場を設立し、莫大な利を得た。

### 杜弢との攻防
この時期、司馬睿は江州を勢力下に収めていたが、その上流に当たる荊州・湘州の大部分は杜弢率いる流民の蜂起によって占拠されていた。司馬睿は陶侃に杜弢討伐を命じ、振威将軍の周訪と広武将軍の趙誘をその指揮下に置いた。陶侃は二将を前鋒とし、兄の子である陶輿を左翼に配置して杜弢を攻撃し、これを破った。
建興元年（313年）、荊州刺史の周顗は潯水城で杜弢の兵に包囲された。陶侃は配下の朱伺を救援として派遣し、杜弢は泠口まで退いた。陶侃は諸将に対し「賊は必ずや陸路より武昌に向かうであろうから、我は城に還らねばならぬ。昼夜を徹すれば三日で行くことができるが、卿等の中でこの飢えに耐え得る者はいるか」と問うと、武将の呉奇は「もし十日飢えを凌ぐ必要があるならば、昼に賊を撃ち、夜には魚を捕れば、双方とも事足ります」と言ったので、陶侃は「卿こそ勇健なる将軍である」と喜んだ。陶侃は近路を通って迅速に行軍し、武昌に到着すると周囲に兵を伏せた。果して賊軍は兵を増して攻め寄せてきたが、陶侃は伏兵の朱伺らに一斉に反撃させ、これを大破した。これにより輜重を奪い、多数の敵兵を殺傷した。陶侃は参軍の王貢を派遣し、王敦へ戦勝報告をさせると、王敦は「もし陶侯がいなければ、すぐに荊州を失っていたであろう。伯仁（周顗の字）は荊州に着任した途端に、賊軍に敗れおった。彼がどうして刺史たりえるであろうか」と言うと、王貢は「我らが荊州はまさに多難の時期であり、陶龍驤のほかに治められる者はおりません」と答えた。王敦はこれに同意し、すぐに上表して陶侃を使持節・寧遠将軍・南蛮校尉・荊州刺史に任じた。また、西陽・江夏・武昌の三郡を統治を任せ、沌口を鎮守させた。その後、沔口に移った。
陶侃は朱伺を派遣して江夏の賊を討伐させて、彼らを尽く滅ぼした。当時、賊の王沖は荊州刺史を自称し、江陵を占拠していた。参軍の王貢は陶侃のもとへ戻る途上に竟陵に至った時、陶侃の命と偽って杜曾を前鋒大都護に任命し、軍隊を進軍させて王沖を斬り、その衆を尽く降伏させた。
陶侃は杜曾を召喚したが、彼は応じなかった。王貢は偽りの命を下したために罰せられることを恐れ、遂に杜曾と共に反乱を起こした。王貢は沌陽において陶侃の参軍である鄭攀を攻撃して討ち破り、さらに朱伺を沔口で破った。陶侃は準備に後退して守りを固めようとしたが、部下の張奕は陶侃に背こうと謀り「賊が至っているのに軍を動かすのは、決して良いことではありません」と偽りの進言をした。陶侃はこれを聞くと心中に迷いが生まれ、兵を留めて時機を待つことにした。だが、しばらくして王貢軍が至ると、陶侃は大敗を喫した。賊軍は陶侃の船に鉤を掛けたが、陶侃は運良く小船に移って脱出することが出来た。さらに、朱伺が苦しみながらも奮戦を続けた為、陶侃はどうにか難を逃れることが出来た。混乱の最中に張奕は賊に投降した。この敗戦により、陶侃は免官を命じられたが、王敦は上表して陶侃を無官のままで職務を継続させた。
陶侃は再び周訪らを率い、進軍して湘州に至った。都尉の楊挙を先鋒として杜弢を攻撃し、これを大破した。その後、軍を城西に駐屯させた。陶侃配下のある佐史（刺史の属官）が王敦の下を訪れると「州将である陶君は孤児の身から立ち、次第に名を上げ、その功績を各地に残しました。南夏（荊州）に出征して劉征南（劉弘）を補佐し、前に張昌、後に陳敏という難に遭遇しましたが、陶侃は単独で彼らに立ち向かい、勝利しない戦は一つとして無く、諸々の賊を滅ぼしました。その後、王如が北方を乱し、杜弢が南方に跨り、両者は奔走して星の如く一州を駆け、他の郡県は土が崩れるように崩壊しました。陶侃は礼を以って賢者を招き、徳を以って遠方を懐け、子が慕って来るかの如く、人々が続々と集まりました。命が下されると、単独で死地の防衛に当たりましたが、誰一人動じず、誰一人離散しませんでした。軍の統領となると、直ちに湘城に至り、その志は雲霄をしのぎ、機知を一人の力で巡らせました。ただ、その兵は少なく食糧に懸念があり、結果として勝利を告げることができませんでした。しかしながら、夏口へ逃げ帰った杜弢が不安から建平の流民等と共に反乱を起こすと、陶侃はすぐに軍を返して長江を遡り、悪人どもを平らげました。荊州の西門は鍵を掛ける必要も無く、中華全土の憂いを取りん除いたのは、陶侃の功績であります。明将軍は荊・楚の民を愍れみ、塗炭の苦しみより救わんと思い、陶侃を派遣して窮した生き残りの者を統率させ、凍える者には衣服を、飢える者には食を与えられましたので、家々は互いに君の温情に喜び、あたかも身に綿を付けているようあります。江浜は孤立して危機にあり、地は険阻ではなく、一軍のみでこの地を固守するのは難しい故に、高所に移って要衝を避けました。賊は我々を軽んじて先に至り、大軍が後に続きましたが、陶侃はこれを幾日も阻み、遂に将帥を討ちました。賊はやがて犬羊の如き者共と結託し、兵を併せて来寇しましたが、陶侃は忠臣の節義を持ち、退いて顧みることは無く、堅い鎧を着け鋭い武器を持ち、身をもって敵に当たりました。将士は奮撃し、命を守らない者はおりませんでした。敵の死者は数えきれないほどになりましたが、賊軍は交互に休み、交互に戦いました。対して陶侃は一軍しか率いておらず、力を尽くしても守りきれず、軍を全うすべきだと考え、機を待ちました。しかしながら、主者は陶侃の責を咎め、重い黜削（身分を下げ、官位を削る事）を加えられました。陶侃は謙虚な性格で、功を挙げればすぐさま身を退き、今受けた物を奉還する覚悟であり、ただそれが遅くなることを恐れております。それがしは取るに足らない者でありますが、彼が罰せられることで、内では道理が失われ、外では賊に敗れるのを恐れます。些細な事でも影響は千里に広がり、荊州の蛮族のさらなる離反を招きます。これにより西の片隅を守る事はできず、『唇亡びて歯寒し』の譬えのように中央に危険を及ぼします。彼らの侵略に限りはありません」と懇願した。これを聞いた王敦は上奏して、陶侃の官職を復活させた。
杜弢は王貢に三千の精鋭を与えて武陵に出撃させた。王貢は五渓蛮を誘い、船団をもって官軍の水路を断ち、すぐさま武昌へ向かった。陶侃は鄭攀と伏波将軍の陶延を夜中に巴陵へ行軍させ、奇兵を用いて敵の不意を衝き、これを大破した。千人余りの首を斬り、一万人余りを降伏させた。王貢は湘城へ撤退した。反乱軍の内部では不和が生じ、杜弢は張奕を疑ってこれを殺害した。彼の部下たちは益々不安に駆られ、降伏者は日増しに増えた。
王貢が再び来寇してくると、陶侃は遠くから彼へ「杜弢は益州の小役人に過ぎないのに、官庫の金銭を盗用し、父が死んだにもかかわらず喪に駆けつけなかった。汝は本来常識をわきまえた人であるのに、何故あのようなでたらめな者に従うのか。この天下において、天寿を全う出来た反徒がいたと思うか」と語った。王貢は最初馬の背上にて脚を横に架け、傲慢で無礼な態度を取っていた。だが、陶侃の言葉が終わると、王貢は粛然として脚を下へ着けて姿勢正しく座り、言動や顔色は甚だ従順であった。陶侃は彼の心が動いたと知ると、再びこれを説得し、髪を切って誓いを立てると、王貢は遂に降伏した。杜弢は王貢の降伏を知ると大いに驚き、一目散に敗走した為、陶侃は軍を進めて長沙を攻め落とし、将軍の毛宝・高宝・梁堪らを捕らえた後に帰還した。杜弢の乱は遂に平定された。

### 広州へ左遷
乱が平定されると、王敦は陶侃の功績を深く妬むようになった。陶侃は任地の江陵に帰還する前に、王敦の下を訪れて別れの挨拶をしようとした。皇甫方回と朱伺らはこれを諌め、行かぬよう進言したが、無礼に当たるとして陶侃はこれに従わなかった。果して王敦は陶侃を拘留して返さず、広州刺史・平越中郎将に左遷し、代りに従弟の王廙を荊州刺史に任じた。荊州にいた陶侃の属官・将士達は王敦の下を訪れて陶侃の留任を請願したが、王敦は怒ってこれを許さなかった。陶侃配下の鄭攀・蘇温・馬儁等は南下に同意せず、遂に西の杜曾を迎えて王廙の荊州入りを拒んだ。王敦はこれを陶侃の意思と思い、甲冑を纏って矛を持つと、陶侃を殺そうと思った。だが最後の決断が出来ず、何度も陶侃の下へ赴いては何もせず戻った。陶侃は厳粛となって「使君は剛毅果断であり、まさに天下をも裁く事ができるのに、この程度の事を決断することが出来ないのですか」と挑発し、立ち上がって便所に行った。諮議参軍の梅陶や長史の陳頒は王敦へ「周訪と陶侃は姻戚関係にあり、まさしく左右の手のようであります。左手を切ったときに、右手が反応しないことがありましょうか」と言うと、王敦は考えを改め、盛大な餞別の宴会を設けて陶侃をもてなした。陶侃はその夜すぐに広州へ出発した。また王敦は陶侃の子陶瞻を自分の下に留めて参軍に抜擢した。陶侃は豫章に到着した時に周訪に出会うと、涙を流して「汝の外援が無ければ、我の命は風前の灯であったであろうな」と謝した。その後、軍を進めて始興に到着した。
これより以前、広州の人々は刺史の郭訥に背き、長沙出身の王機という者を迎えて刺史に擁立していた。王機は使者を王敦のもとへ派遣し、交州刺史の位を求めたが、王敦がこれを許しても出発しようとしなかった。当時、杜弢の残党である杜弘が臨賀に拠っていたが、王機は杜弘に降伏を乞い、杜弘へ広州を取ることを勧めた。杜弘はこれに従い、遂に温邵と交州の秀才である劉沈と共に謀反を起こした。このため、ある者が陶侃にしばらく始興に止まり、形勢を観察するよう進言したが、陶侃はこれに従わず、すぐさま広州に向かった。杜弘は偽装投降により奇襲を目論むが、陶侃はこれを見抜き、先に封口という地に発石車を配置しておいた。杜弘は軽兵を率いてやって来たものの、陶侃に備えがあるのを知って退却し、陶侃はこれを追撃して破り、劉沈を小桂で捕虜とした。また配下の許高に命じて王機を討たせ、これを斬首し、首級を都に送った。諸将はみな勝ちに乗じて温劭を攻撃するよう求めたが、陶侃は笑って「我の威名はすでに知れ渡っており、改めて兵を動かす必要はあると思うかね。そうしなくとも1枚の書物で解決させることができるであろう」と言い、書面を以って温邵を諭したところ、温邵は恐れをなして逃走し、これを追って始興にて捕らえた。この功により柴桑侯に封ぜられ、食邑は四千戸となった。
大興元年（318年）、陶侃は平南将軍に任じられた。しばらくして都督交州諸軍事を加えられた。
永昌元年（322年）、王敦が挙兵して謀反を起こした。3月、朝廷は詔を下し、陶侃の職務はそのままに江州刺史を兼任させ、やがて湘州都督・湘州刺史に転任した。王敦が建康を陥落させると、朝政を牛耳るようになり、陶侃を広州刺史に戻し、散騎常侍を加えた。
賊の梁碩が交州刺史の王諒を殺害すると、陶侃は将軍の高宝を派遣してこれを平定した。朝廷は命を下して陶侃に交州刺史を兼任させ、また前後の功績により次子の陶夏は都亭侯に封じられ、陶侃は征南大将軍・開府儀同三司に昇進した。

### 荊州へ復帰
太寧3年（325年）、王敦の乱が平定されると、明帝は同じ過ちを繰り返さない為、一方面で庾亮を重用し、郗鑒らには王導の権力を抑え込ませた。また、江東の士族を抜擢し、中原と呉の士族の平衡を保った。さらに、荊州・湘州を始め四州の職務を改選し、互いに牽制させた。5月、陶侃は都督荊雍益梁四州諸軍事・領護南蛮校尉・征西大将軍・荊州刺史に転任し、その他の職務は元のままであった。荊楚の民でこれを喜ばない者はいなかった。
陶侃は荊州統治において、社会秩序の安定と農業生産の発展を重視した。王敦の乱平定後、荊州は大飢饉となり、庶民の多くは餓死した。陶侃は秋の収穫の時期に米を買い込み、凶作になると値引きして売り出して民を救済した。官民は大いに悦び、みな彼に頼って命を繋いだ。羊祜・劉弘も荊州統治時代は農耕の発展に努めて大いに人心を得ていた。陶侃が大いに慕われたのは、彼らの影響も大きかった。その他にも、地盤の強化に努め、需要の増加に応じて荊州は大いに発展を遂げた。
明帝が病死して当時5歳の成帝が即位すると、庾亮が外戚として政治を補佐した。彼は強兵を握る陶侃を強く警戒し、石頭城の防衛を強化すると共に温嶠を江州刺史に任じた。この時陶侃は、自らが政権の補佐を任されなかったことを非常に残念に思ったという。

### 蘇峻撃破
咸和3年（328年）、蘇峻の乱が勃発すると、首都建康は反乱軍により占拠され、陶侃の子の陶瞻も殺害された。温嶠は陶侃へ、共に出兵して皇室を救うよう求めた。陶侃は温嶠へ「我は外守の将に過ぎず、自己の職務を超えるような自信はありません」と一度は断ったが、温嶠は固くこれを要請し、ついに彼を推薦して盟主とした。陶侃は督護の龔登を派遣し、軍を率いて温嶠と合流させたが、その後ろを追わせるのみであり、積極的に参与しなかった。温嶠は蘇峻が陶侃の子を殺害したことを何度も書面にして伝え、彼を激怒させようとした。また、陶侃の妻の龔氏へも彼自身の出兵を願った。そのため、ついに陶侃は軍服を着けて船に乗り込むと、息子の葬儀にも参加せずに昼夜休みなしで行軍した。
5月、温嶠・庾亮らと石頭城下で合流した。乱平定の過程において、陶侃は勤王軍の盟主となった。当時庾亮は軍を率いて蘇峻と戦っていたが、軽率に進軍して利を失い、逆に敗れた。庾亮は割り符を持って陶侃に謝罪すると「優れた古人でも三度敗れると言い、君侯はやっと二度敗けたところです。今は緊急を要するときであり、このようなことを言い争うときではありますまい」と言い、庾亮へ寛容な態度を取ったので、諸将は奮戦した。庾亮の司馬・殷融も陶侃の下を訪れて謝罪し「将軍にこの問題を対処して頂きたく。我らの裁ける問題ではございません」と言った。将軍の王章は陶侃へ「私が対処するので、将軍の手を煩わせる必要はありません」と言った。これを聞いた陶侃は「昔は殷融が君子で、王章は小人だと思っていたが、今は王章が君子で、殷融が小人であるな」と言った。
連合軍は蘇峻と争うも度々敗北を喫した。温嶠軍の食糧が不足すると、陶侃軍から無断で借用しようと考えた。陶侃はこれに大いに怒り、荊州へ軍を退き上げようかと考えたが、毛宝が仲介に入り、5万石の穀物を温嶠へ供出することで話がまとまり、引き上げを取りやめた。
陶侃は良く諸将の意見を聞き、提案にも耳を傾けた。郗鑒を広陵から招き、河を渡らせて京口を守らせ、蘇峻を東西から挟撃し重要な戦果を挙げた。諸将は決戦を望んだが、陶侃は賊軍が強勢であるのを見て、強硬策を禁じ、時機が来るまで耐え、知略を用いて彼等を破るべきだとした。その後、幾度か交戦したが成果は上がらなかった為、諸将は査浦に陣営を築くよう求めた。一方で、監軍武将の李根は白石に陣営を立てるよう進言した。陶侃は「もし陣営ができなければ、汝が責任を取るのか」と問うと、李根は「査浦は低地であり、また長江がすぐ南にあります。ただ白石のみが険要･堅固であり、数千人を収容できます。賊が攻め寄せても攻めるのは容易ではなく、これこそ賊を討つ良い戦術です」と言った。すると陶侃は笑って「汝は真の良将であるな」と言い、李根の策を採用した。すぐに白石に陣を構築し、夜明けにはこれを完成させたので、賊軍は大いに驚いた。賊軍が大業の陣営を攻撃すると、陶侃はこれを救おうと考えたが、長史の殷羨は「歩兵だけでは我らは蘇峻に及びません。兵を派遣して大業を救っても、大事を成りにくいでしょう。逆に今急いで石頭城を攻撃すれば、蘇峻は必ずこれを救おうとするので、大業は自ずと解放されるでしょう」と言ったので、陶侃は殷羨の進言を採用した。果して蘇峻は大業を放棄して石頭城を救援に向かうと、諸道にいた義軍は蘇峻と陳稜の東で交戦した。陶侃の督護である竟陵郡太守李陽は蘇峻と戦闘し、配下の彭世は蘇峻を陣中にて斬り、賊軍は大いに乱れた。蘇峻の弟である蘇逸は敗残兵を集めたが、陶侃は諸軍と共に軍を進めて、蘇逸を石頭城において斬り殺した。
この乱が鎮まって以後、江南地方は70年余りの間安定を維持し、大規模な乱は起きなかった。これにより東晋社会の安定は経済発展を大きく促した。陶侃はこの局面を作る上で決して小さくない役割を担った。
庾亮は若くして高名があり、明穆皇后（明帝の皇后）の兄として顧命の重責を受ける身であったが、蘇峻が乱を起こしたのはもっぱら彼に責任があった。石頭城が平定された後、庾亮は陶侃に誅殺されるのではと恐れたが、温嶠の進めに従って再度陶侃のもとを訪れて拝謝した。しかし、陶侃はこれを押し止め「庾元規（庾亮）殿がどうして私のような者に拝礼するのでしょうか」と言った。
王導が石頭城に入ると、古い節を回収させたが、陶侃は笑って「これらは蘇武の節と似ておりますが、このようなものではなかったでしょう」と言い、これを聞いた王導は大いに恥じ入り、人にこれを捨てさせたという。

### 郭黙討伐
咸和4年（329年）、陶侃は江陵に戻った。3月、侍中・太尉・都督交広寧等七州諸軍事を任じられた。また、羽葆鼓吹（車の覆いに鳥の羽根を綴った飾りを施し、軍楽を奏でる特権）を加えられ、長沙郡公に封じられた。食邑は三千戸となり、絹八百匹を下賜された。江陵は偏遠に位置していたため、巴陵に鎮所を移した。諮議参軍の張誕を派遣して五渓蛮を討ち、これを降伏させた。
当時、遼東に割拠していた慕容廆とも交流があり、慕容廆は王導・庾亮と並んで陶侃を称え「天下の望は楚漢で重要たる人物に注がれ、それは君侯の事である」と書を送った。
咸和5年（330年）12月、後将軍の郭黙は詔書を偽って平南将軍・江州刺史の劉胤を殺害した。政権を握っていた丞相の王導は、郭黙が勇猛であり制圧するのが難しいことから、代わりの江州刺史に任じた。陶侃がこの事を聞くと、仕事を中断して立ち上がり「この人事は必ず偽りである」と言い、すぐさま将軍の宋夏・陳脩に兵を与えて湓口に駐屯させ、自らも大軍を率いてこれに続いて進軍した。
郭黙は使者を陶侃の下へ派遣して妓妾と絹百匹を送り、写し取った詔書を陶侃に呈上した。僚佐の多くが陶侃を諌め「郭黙は詔書を得ていなければ、なぜこのように大胆な事をするというのですか。もし進軍されるとしても、本当の詔書を待ってからにすべきではないでしょうか」と言うと、陶侃は色をなして「天子はまだ幼く、これは決して自らの意ではない。劉胤は朝廷に重用されており、任務において才が乏しいとはいえ、どうして死罪になり得るだろうか。郭黙は勇猛を頼みとし、貪欲で横暴な振る舞いを繰り返している。国家の大乱がちょうど平定されたばかりであるから、朝廷の法律は簡略になっており、機会に乗じて好き勝手に振舞っているにすぎないのだ」と言い、使者を派遣して郭黙の罪状を陳述させた。また、王導に書を送って「郭黙は刺史を害して、自ら取って代わろうとしております。これを許すということは、宰相を殺してしまえば、自ら宰相になれるということと同じですぞ」と言った。王導はこれを受けて劉胤の首級を晒すのを止め、陶侃へ「郭黙は長江上流の有利な地勢を抑え、加えて戦艦を豊富に有している。だからひとまず耐え忍び、あの場所を占めさせてやっているのだ。朝廷は密かに装備を整え、貴下の軍隊を待った上で、風が起こるように軍を赴かせるつもりである。一時の感情に素直に従うのではなく、大事の策略が決まるのを待つのだ」と答えた。この書を見た陶侃は笑って「これはすなわち賊に屈服する下策である」と言ったという。
陶侃が軍を進めて江州に至ると、郭黙は南へ移り豫章を占めようと考えた。だが、陶侃の行動は速く、移動の途上で鉢合わせになり、一戦するも不利になった。その為、尋陽城に籠ると、米を積み上げて堡を築き、食糧が豊富にあることを顕示した。陶侃は土塁を築いて彼と対峙し、包囲攻撃を掛けた。
咸和6年（331年）3月、庾亮の軍勢が湓口に到着すると、各道に屯していた軍は皆合流し、包囲は幾重にもなった。陶侃は郭黙の驍勇を惜しんで、生きて投降させようと思い、郭誦を派遣して郭黙と会見させたが、郭黙は降伏を了承しなかった。5月、郭黙配下の宗侯が郭黙とその子五人と将軍張丑を縛って陶侃に投降した。陶侃は軍の門前で郭黙らを斬首し、首級を建康へ送った。
郭黙は中原にいた時、幾度も石勒らと交戦していたので、石勒の部下は大いに彼を恐れていたが、陶侃がこれを討ち、兵が血刃を交えることなく郭黙を捕らえたことを聞き、それ以上に陶侃を恐れたという。蘇峻配下であった馮鉄は、陶侃の子を殺して石勒の下へ投降し、石勒は彼に国境を任せていた。陶侃が石勒に真相を告げると、石勒は馮鉄を召してこれを殺した。朝廷は陶侃に江州刺史を兼任させ、新たに都督江州諸軍事に任じた。さらに、左右長史と司馬、従事中郎の四人と掾属十二人を増置させた。陶侃は巴陵に帰り、やがて武昌に移転した。
陶侃は張夔の子張隠を参軍に任じ、范逵の子范珧を湘東郡太守に任じ、劉弘の曾孫劉安を掾属に招聘し、梅陶を表論した。彼らは陶侃が貧しかった時に世話になった人々で、たとえ一度きりの恩であってもこれらに報いた。
この事件において、陶侃と王導の郭黙への対応の違いは江州での覇権争いが背景にあった。王導は郭黙の劉胤殺害を見逃す代わりに、彼を丸め込んで陶侃への対抗勢力とした。陶侃は王導を責めてすぐさま出兵し、江州を手中に収めんとした。結果、陶侃は江州を手に入れ、長江上流から中流にかけて支配下に置いた。この事件の後、陶侃は挙兵して王導を廃そうと考えたが、庾亮の仲裁と王導と縁戚関係にあった徐州刺史郗鑒の反対により取りやめた。
陶侃が武昌の守りについていた時、多くの者が江北にある邾城に拠点を移すべきであると訴えた。だが、陶侃はいつもそれに答えず、周囲の者はいつもそのことを説いていた。そこで陶侃は、諸将が河を超えて巻き狩りを行っていた時に、考えて「邾城は江北と隔たりがあり、内に拠るものが何もなく、外に敵と接している。たとえ軍を派遣しても、江南を守る上で益は無い。長江こそが侵略を阻む天険であるのだ。それに夷狄は欲深く、晋人が利を貪ると、夷狄はその性に耐えられず、必ず連れ立って攻め込んでくるので、すなわち禍を呼び込むの原因であり、防御する必要はない。呉の時代にこの城に三万の兵を置いて守備していたというが、今いたずらに兵を置いても、江南にとって無益である。もしこれが羯虜に付け込まれるようなことになれば、これはまた我々にとり利益になることはない」と答えた。諸将はようやく陶侃の考えを悟った。後に荊州刺史の庾亮が精鋭1万を邾城に派遣したが、339年に後趙が襲来すると孤立無援となり、あえなく陥落し多大な損失を出した。

### 晩年
咸和7年（332年）、陶侃は毌丘奥を派遣し巴東を抑えた。さらに子の陶斌と南中郎将の桓宣を西へ派遣して樊城を攻撃させ、石勒配下の郭敬を逃走させた。また、兄の子の陶臻と竟陵郡太守李陽らに共同で新野を攻撃させ、遂に襄陽を恢復させた。これにより、後趙が漢水に沿って南下するのを阻止し、東晋の北方攻略の重要拠点を得た。陶侃は功績により大将軍に任命され、剣履上殿（剣を帯びたまま宮殿に上がることを許される）・入朝不趨（入朝の際に小走りで入らなくてもよい）・賛拝不名（拝礼の際に名を呼ばれない）の特権を与えられた。しかし、陶侃は上表してこれを固辞し「臣はかつて朝廷からの栄誉をあえて受けず、今回も謙譲を偽っております。今回の褒賞が時宜に適っているのであれば、陛下と意見を違えることなどありません。今回の褒賞が聖世において益があるのであれば、朝廷と意見を異なることなどありません。臣がいつも上辺だけの官位やみせかけの特権を望まないのは、これらの与える影響が臣一人だけでは済まないからです。もし臣が天子の威光を用いて、李雄を梟首し、石勒を斬ることができたならば、その時には臣に一体何を加えられるというのでしょうか」と言った。
陶侃は晩年に至るとあまり朝政に参与しなくなり、老齢の為職を辞して郷里に帰ろうと考えるようになった。しかし、官吏はみなしきりに引き留めた為、職務を継続した。また、しばしば「我は止足の分をわきまえ、朝権には与しない」と他人へ話すようになった。
咸和9年（334年）6月、陶侃は重病に陥ると、表を奉ってその位を譲ろうとし「臣は幼い頃より身寄りが無くて貧しく、始めは限られた願いしか持っておりませんでした。ですが、聖朝の歴代より過分な恩義を蒙り、陛下からは身に余る幸福を頂きました。始まりがあれば、かならず終わりがあることは、古えから自明の理です。臣はもうすぐ齢八十になりますが、人臣の位を極め、死しても何も思い残すことはありません。陛下は年若く将来豊かでありますが、残った賊は未だ除き切れておらず、山陵には蛮族が反乱を窺っております。故に臣は憤慨し、今も感情を抑えることができません。臣は天命を知る身ではありませんが、すでに老いに達し、国からの特別な恩により長沙の地を賜りました。この身が朽ちる日、当然その地に骨を帰すべきであります。臣の父母は過去に葬儀し、今は尋陽に埋葬しておりますが、縁者も居らず、そのことを忘れた事はありません。国臣として、長沙へ亡骸を移したく思います。来秋に事を行い、万事終った後に、職を辞して封地の長沙に帰りたいと思います。図らずとも病を患い、枕に伏して自らの終焉を思うと、感情が止めどなく溢れてきます。臣は老いた身ですが、少しでも陛下のお役に立ちたいと思っております。西の李雄を平定し、北の石虎を併呑するために、毌丘奥を巴東に派遣し、また桓宣に襄陽を任せました。良い謀はすぐに述べなければ、理にそむくことになります。これらの任は、内外の要であります。願わくば陛下には速やかに臣の代わりを選定していただき、必ず良才の人物を選んで国家の謀略をお与えになり、臣の志を継いで頂きたく思います。さすれば臣が死んだ後でも尚、生きているときと変わらず過ごせるでしょう。陛下の聖姿は天より与えられたものであり、才気は日々一新されておりますが、様々な事を処理なされるには、まさに諸々の賢者を頼るべきであります。司徒王導は見識が遠くまで行き届き、威徳は三世に渡っております。司空郗鑒は簡素で節操があり、内外の人士で最も誠実であります。平西将軍庾亮の度量は詳しく明らかで、機を捕らえるのが器用であります。彼らはすなわち陛下の周公旦・召公奭（周の武王を補佐した賢臣）であります。善を勧め、悪を除く事を諮り、遍く政道をお広めになれば、地が平らぎ天が成り、四海に幸福を与える事ができるでしょう。謹んで左長史の殷羨を派遣し、お借りしておりました節麾（指揮する際に使用する旗）、幢曲蓋（旗矛と朱の傘）、侍中貂蝉（侍中が付ける、てんの尾とセミの羽で作った冠）、太尉の印章、荊江二州刺史の印鑑・割符・啓戟（儀礼用に使う木製の矛）をお送り致します。天恩を仰ぎますれば、心残りは尽きません」と述べた。
そして、左長史の殷羨を朝廷へ派遣し、印・節等を返送させた。彼は荊州を去る前に、軍資・器杖・牛馬・船舶などをすべて帳簿に記録し、倉庫に保存して自ら錠を掛けた。これを当時の人々は称えたという。その後、後事を右司馬の王愆期に託し、督護の官を与えて文武の官吏を統括させた。まさに府門を出ようとした時、顧みて王愆期に「卿等の姿をみて我も安心である」と言ったという。
12日、陶侃は輿車にて武昌を離れ臨津に出て、渡し場で船に乗った。長沙に戻る準備をしていたが、振り返って王愆期へ「我がふらふらとしながらも難路をこうして進んでこれたのは、汝らに支えられてきたからであるな」と言った。翌日、樊谿にて亡くなった。その歳七十六であった。遺言により衆人は彼を長沙南の二十里の地点に埋葬した。また、かつての部下たちは、武昌城の西に彼の碑を建て、肖像画を描いた。
成帝は詔を下し、「故人である使持節・侍中・太尉・都督荊江雍梁交広益寧八州諸軍事・荊江二州刺史・長沙郡公が積み重ねた徳は奥深くて明るく、謀は遠大であり深い。外地に藩を作るや八州は粛清し、内に王家に心力を尽くせば皇家は安らかになった。古の桓公・文公のような勲功を立てるには、伯舅こそが拠り所であった。まさにその大略を頼りにしていたが、朕を残して逝ってしまった。以前、大司馬に位を進める様策命を下したが、いまだここに及んで加えられていない。天が死を愍れむ暇も無く突然亡くなり、朕は心を病み、悲しみ悼んでいる。今、鴻臚を派遣して大司馬の位と仮の官印を追贈し、太牢（天子や諸侯が神を祭る時に備える三種の供物）を以って祭る。魂が未だ有るのであれば、この栄誉を喜んで欲しい」と述べた。また、策を下して陶侃に桓公の諡を与え、太牢を以って祭った。
陶侃の死後、その軍団は荊州を拠点とした長江中流域に駐屯し、西府軍団として長江下流域に陣取る郗鑒の北府軍団と並び東晋の重要な軍事組織となった。西府軍団は陶侃の死後庾亮が継承、死後は弟の庾翼に受け継がれたが、永和元年（345年）に庾翼が亡くなると桓温が後任となり、やがて北府軍団も手中に収めて東晋からの禅譲を狙うようになっていった。

## 人物
- 陶侃は四十一年軍に身を置き、その雄毅で人を従え、事理に明るく決断力があった。南陵から白帝までの数千里の間を良く治め、これらの地では道に落ちているものを拾う者はいなくなったという。
- 晩年は侍女を数十人、召使いを千人余りも従え、珍奇な宝貨は府庫に満ち溢れていたという。

## 故事成語
中国では、陶侃に由来する故事成語が数多くある。

### 陶侃運甓
陶侃が広州にいた時、州の職務を何事も無くこなしていたが、毎朝百個の瓦を家の外に運んで夕方にそれを家の中に戻すという奇妙な行動をとっていた。ある人がその理由を問うと「我はいずれ中原で力を尽くすつもりであるが、あまりに安楽な生活が続くと、有事の際に堪えられないことを恐れている」と応えた。自ら志を励まし、力を尽くす様は、皆このようであった。

### 珍惜光陰
陶侃は聡明で官職に励み、恭順で礼を重んじ、人としての道理を愛好した。終日膝を引き締めて正座し、軍務が多忙でも細部に至るまで漏れは無かった。遠近に関わらず、手紙を書くときは自らの手で行い、筆の運びは流れるようで、一度として滞ることは無かった。疎遠の者とも面会を拒まなかったので、家の門で順番を待つ客が止むことは無かった。彼は常に人へ「禹王は聖者であり、わずかな時間を惜しんで行動した。ましてや凡人であるなら、なおさらそうすべきであり、どうして遊び呆け、酔い潰れている暇があるというのだ。生きて世に貢献せず、死んで後に名を残さないのは、自分を棄てているのと同じではないか」と語っていた。

### 綜理微密
陶侃は繊密な性格で、よく他人へ質問をしたが、それは趙広漢のようであった。ある時、諸陣営に柳を植えるように命じたが、都尉の夏施は柳を盗み、家の門に植えた。陶侃は後にこれを見て車を止めると、夏施に向かい「これは武昌西門前の柳である。どうして種を盗んだのか」と問うたので、夏施は恐れおののき謝罪した。
ある参佐が仕事を怠り戯れ遊んでいると、陶侃はその酒器と博打の道具と奪って、尽く長江に投げ捨てた。さらに、役人に鞭刑を加え「博打というのは牧場の奴隷がする遊びである。見かけだけを老荘のようにしても、それは先王の法言の意図するところではなく、止めるべきである。君子というのは衣冠を正して、威儀を備えねばならないのに、どうして髪を振り乱して名望を得ようとするだけで、謂えられるというのか」と語った。
食物を献上してもらった時は、全てその出所を問うた。もし丹精こめて作った物であれば、たとえ僅かでも必ず喜び、三倍にして返した。もしこれが不当に得たものである時は、厳しく叱責し、その食物を返したという。
外に遊覧に出た際、ある者が一握りの未熟な稲を持っているのを見かけた。陶侃は「これを何に用いるのだ」と問うと、その人は「行道で見つけたので、少し取っただけです」と返したので、陶侃は大怒し「汝の田でもないのに、戯れに人の稲を略奪するというか」と言い、捕らえて鞭打った。これにより百姓は農業に励むようになり、諸々の家は家族を養うに足りるようになった。

### 竹頭木屑
陶侃が造船を行っていた時、木屑と竹の切れ端をすべて取らせて保管させたが、皆それを不可解に思った。しばらく経った元旦の日、雪が止んで少しずつ晴れ始めた時、中庭が残雪でぬかるんでいたが、陶侃は保管しておいた屑を地面に覆った。また後年、桓温が蜀を討った際には、陶侃が貯えさせていた竹の切れ端で丁装船を造った。細かいところまで気を配る様は、まさにこのようなものであった。

### 孝子約酒
当時、武昌は士が多い土地と言われ、殷浩や庾翼らは皆佐吏であった。陶侃は毎度飲酒には限りを設け、余りがあっても限度がくれば飲むのを止めた。殷浩らがもう少し飲むように進めると、陶侃は悲しみの気持ちを露にし、しばらくして「若い頃はよく酒により失敗した。亡き親との約束があるから、限度を決めているのだ」と言ったという。

### 夢生八翼
ある時、陶侃は八つの翼が身体に生え、空を飛んでいる夢を見た。夢の中では天界の門が九つあり、八つの門は入ることが出来たが、一つの門だけ入ることができなかった。そうこうしている内に門番が杖で彼を撃ち落とし、彼は地に落ちて左翼がもがれた。そこで目を覚ましたが、左の脇には痛みが残っていたと言う。
またある時、厠に行くと、朱の衣をまとい大きな頭巾を被る人に出合った。彼は陶侃へ斂板（死者を葬る時に、棺の中に収める札）を見せたが、そこには「君は長者であるので、その報いがある。後に公の位に登り、官位は八州の都督に至るであろう」と書かれていた。
さらにある時、人相見の師圭という人物が陶侃へ「君の左手の中指に縦の筋があるのは、まさに公爵に登る証しである。もしもこの筋が上まで突き通っていれば、君の高位は言う事ができない程にまで至ったであろう」と言った。陶侃は針を突き刺し、流れ出る血を壁に押し付けると、「公」という字が出来た。紙の文袋に手を付けると、「公」という字がはっきりと映し出されたという。
後に陶侃は八州都督に昇って上流に鎮し、強兵を擁することになった。密かに建康を狙う心も有ったが、その都度、翼が折れた夢を思い出し、自制してその考えを止めたという。

### 双鶴衝天
陶侃が母の喪に服していた時、二人の客が弔問に訪れたが、哭礼せずに退室した。その後、彼らは二匹の鶴となり天高く飛んで行った。当時の人はこれを不思議なことだと言いあったという。

### 陶母責子
陶侃は尋陽県の役人時代、漁に関する仕事としていたことがあった。彼は使者を派遣し、母へ塩漬けの魚の干物を一缶送った。すると母は、それをそのまま送り返し、手紙で「県の役人になったのをいいことに、主君の物を私に送り届ける様なことをして、私が喜ぶと思うのですか。私の憂いが増えるだけです」と、息子を叱責した。
それ以降、陶侃はどんな職務においても清廉な役人として職責を果たし、人々から賞賛を受けた。そして後に征西大将軍に昇り、長沙郡公に封じられた。

## 血縁
子は16人おり、陶洪・陶瞻・陶夏・陶琦・陶旗・陶斌・陶称・陶範・陶岱の9人が記録に残る。甥に陶臻・陶輿がいる。詩人の陶淵明は曾孫とされる。

## 評価
尚書の梅陶は親しい曹熾に書を送った時「陶公の神のような機略と優れた見識は魏武（曹操）の如しである。忠順にひたすら勤労に励んだことは諸葛孔明のようである。陸抗を始めとした諸々の人物でも彼に及ばないであろう」と絶賛した。
謝安はいつも「陶公は法をうまく用いるが、常に法にとらわれない考えも持ち合わせていた」と述べた。世の人々が彼を重んじていたのはまさにこのようであった。
史臣曰く「古の賢王は建国に際して、国境を定めて九州に分け、功績を上げる方策を各地方の長官に問うたという。それにより政治は安定し、教化は広く行き渡ることとなったのである。また、連率（一地方の諸侯をまとめて統率する長官のこと）の儀礼を備えることで、威勢は国境の外にまで至り、法の公布を全うしたことで、繁雑な礼式を整理する事ができたのである。さらに、才ある者を抜擢して職務を任せることで、人々は徳を慕って「甘棠の歌」（召公の善政を称え、召公が腰掛けていた甘棠の木の前で民衆が歌った賞賛の歌）を歌いあうようになるが、逆の政治を行うと、人はわずかの間に恨みの声を広めるのだ。まさに当時は乱世であり、中央から遠く離れた土地は多くが険しく、各人が符節を分け持って争ったので、天下の綱紀は大いに乱れた。陶侃は家柄が代々世禄を受ける家ではなく、その習俗も中央のものとは異なっていたが、村里の中より抜きんでた才覚を示し、当時の優秀な人物の列に肩を並べ、ついには身分を飛び越えて外相となり、長江の上流地域を統べるに至った。恩恵を広く行き渡らせて辺境の地を懐柔したので、城は警備するのに拍子木を必要とせず、位を捨てて主君を救うことにより、崩れかけた帝業は再び安寧を取り戻した。庾亮は外戚という崇敬を受ける身であっても、その胸の内を抑えて陶侃に拝謝し、王導は宰相の高位に居る身であっても、不愉快ながらも彼の言葉に従った。また彼は自分の望みに限度をわきまえており、その筋目は明らかであった。時に兵士が雲のように集まり、富は天府のものを越え、彼は密に心に秘めた志があったが、翼が折れる夢を顧みたのは、道理に外れているからである。孔子はかつて「人は完全を求めてはならない」と言ったが、彼が夢を見た逸話もこの言葉の正しさを証明している」。
房玄齢曰く「陶侃は勤王の士であり、先鋒部隊を自ら率いてよく戦場を駆け巡った。文・武・忠の三つを良く遵守し、天下を一つにまとめるという功績を打ち立てた。彼の才能は舟航だけにとどまらないのだ」。